# Suzanne Grinberg
Pour les articles homonymes, voir Grinberg.
Suzanne Grinberg, née le 25 janvier 1888 à Orléans et morte le 6 juillet 1972 à Saint-Rémy-en-Comté, est une avocate française, féministe et pacifiste.

## Biographie

### Famille
Suzanne Aupourrain est la fille d'un employé des chemins de fer et d'une mère sans profession.
Elle étudie le droit et est  la 9e avocate française lorsqu’elle prête serment en 1909. Elle épouse en 1905 un médecin de nationalité roumaine, Orléans Grunberg, et ils ont trois enfants.

### Vie professionnelle
Suzanne Grinberg participe à la Conférence des femmes interalliées qui s'ouvre à Paris en février 1919. 
Elle est professeure à l'école HEC Jeunes Filles. En 1920, elle est vice-présidente de l'Association du Jeune Barreau et secrétaire du comité central de l'Union française pour le suffrage des femmes, en compagnie de Pauline Rebour et Marcelle Kraemer-Bach. Dans l'une de ses discussions en faveur du droit de vote des femmes, elle explique qu'en France les femmes sont obligées de choisir entre l'amour de leur patrie et l'amour de leur mari.
Elle est l'une des premières avocates à avoir plaidé en Conseils de guerre.
Elle est la première femme admise à la direction de la Confédération des travailleurs intellectuels, dont elle est la secrétaire.
En 1933, elle est la première femme à recevoir la Légion d’honneur à titre professionnel.
Elle publie une histoire du mouvement suffragiste français (1926) ainsi que deux ouvrages sur les droits des femmes (1935 et 1936).
Après l'annexion de l'Autriche par l'Allemagne le 12 mars 1938, Louise Weiss et Suzanne Grinberg cofondent fin 1938  l'Union des Françaises décorées de la Légion d'honneur, comptant sur leur patriotisme pour promouvoir l'importance de la défense passive d'un « service national féminin ».
Suzanne Grinberg s'est battue pour un statut juridique favorable des femmes en Algérie car leur revendication aux droits de la femme dépend de la reconnaissance juridique de leur égalité.
En 1947, elle tente sans succès d'accéder à un poste de magistrate.

## Ouvrages
Ouvrages répertoriés sur Data.bnf.fr :
- Avec Alice La Mazière, Carrières féminines, nouvelles écoles, nouveaux métiers, nouvelles professions, Brochures Larousse, Paris, Larousse, 1917.